# Liste der Kulturdenkmäler in Lampaden
In der Liste der Kulturdenkmäler in Lampaden sind alle Kulturdenkmäler der rheinland-pfälzischen Ortsgemeinde Lampaden aufgeführt. Grundlage ist die Denkmalliste des Landes Rheinland-Pfalz (Stand: 8. Februar 2023).

## Einzeldenkmäler
| Bezeichnung                         | Lage                                        | Baujahr                   | Beschreibung | Bild                           |
| ----------------------------------- | ------------------------------------------- | ------------------------- | --- | ------------------------------ |
| Katholische Pfarrkirche St. Quintin | Czecholinskistraße 2 Lage                   | 1928                      | dreischiffige Pseudobasilika, 1928, Architekt Berger, Westbau romanisch; Schaftkreuz, bezeichnet 1776; Priestergrabstein 1851 | weitere Bilder Fotos hochladen |
| Pfarrhaus                           | Czecholinskistraße 3 Lage                   | 1775                      | Streckhof, 1775, Erweiterung in der Mitte des 19. Jahrhunderts                                                                | Fotos hochladen                |
| Wegekapelle                         | Kapellenstraße, bei Nr. 11 Lage             | 19. Jahrhundert           | Wegekapelle, Putzbau, 19. Jahrhundert                                                                                         | Fotos hochladen                |
| Friedhofskreuz                      | nördlich des Ortes an der K 44 Lage         | 1877                      | Friedhofskreuz, Eisenguss, bezeichnet 1877                                                                                    | BW                             |
| Kriegerdenkmal                      | nordwestlich des Ortes am Trierer Berg Lage | Ende des 19. Jahrhunderts | neugotisches Gefallenen-Gedenkkreuz 1870/71; Pfeilerkreuz                                                                     | Fotos hochladen                |